# Rhammatophyllum kamelinii
Rhammatophyllum kamelinii là một loài thực vật có hoa trong họ Cải. Loài này được (Botsch.) Al-Shehbaz & O. Appel mô tả khoa học đầu tiên năm 2002.